# Nekrolog 1622
Nekrolog
◄◄
| ◄
| 1618
| 1619
| 1620
| 1621
| 1622 | 1623 | 1624 | 1625 | 1626 | ► | ►►
Weitere Ereignisse | Allgemeiner Nekrolog 1622
Die Beschreibung der verstorbenen Person sollte so kurz wie möglich gehalten sein und nur deren signifikante Tätigkeit(en) enthalten.
Neue Namen ggf. auch unter dem Geburts- und Sterbedatum, also etwa unter 1. Januar und im Geburts- und Sterbejahr (2024) eintragen (nur bei entsprechender großer Wichtigkeit). Für Beispiele siehe die schon vorhandenen Artikel.
Außerdem über die fünf zuletzt Verstorbenen, zu denen es einen ausreichend guten Artikel für eine Präsentation auf der Hauptseite gibt, nach der todesbedingten Überarbeitung der Artikel ggf. auch unter Wikipedia Diskussion:Hauptseite informieren und sie am besten auch in den anderen Wikipedia-Sprachversionen eintragen. Tipp: Regelmäßig bei news.google.de nach „ist tot“, „gestorben“ oder „verstorben“ suchen.
Wenn eine Person gestorben ist, gibt es viele Seiten zu dieser Person in der Wikipedia, die davon auch betroffen sind und entsprechend aktualisiert werden müssen. Beispiele: Namenübersichtsseite, Geburtsjahr, Geburtsort-Seiten und viele mehr.
Wie finde ich die betroffenen Seiten?
Im Suchfeld auf der linken Seite gibt man den Suchbegriff so ein: „Vorname Nachname“. Dann klickt man auf Volltext und alle Seiten mit entsprechendem Suchtext werden aufgerufen. Hier sieht man dann schnell, wo auch das Todesjahr Sinn macht oder sogar ein Teil des Artikels angepasst werden muss. Auch hilft das „Werkzeug“ auf der linken Seite sehr gut, um solche Seiten aufzufinden: „Links auf diese Seite“. Somit ist die Wikipedia wieder aktuell in allen Bereichen! Hinweis: bei Eintragung der Kategorie „Gestorben JAHR“ wird der Missbrauchsfilter 49 ausgelöst, was jedoch nicht schlimm ist. Siehe: Spezial:Missbrauchsfilter/49
Dies ist eine Liste von im Jahr 1622 verstorbenen bekannten Persönlichkeiten. Die Einträge erfolgen innerhalb der einzelnen Daten alphabetisch sortiert. Tiere sind im Nekrolog für Tiere zu finden.

## Januar
| Tag        | Name                     | Beruf, bekannt als                                                 | Alter | Beleg |
| ---------- | ------------------------ | ------------------------------------------------------------------ | ----- | ----- |
| 5. Januar  | Christoph Gundermann     | deutscher reformierter Theologe                                    |       |       |
| 9. Januar  | Alix Le Clerc            | französische Ordensschwester, Selige                               | 45    |       |
| 13. Januar | Philipp Orth der Jüngere | Bürgermeister/Heilbronn                                            | 54    |       |
| 17. Januar | Ernst                    | Graf von Holstein-Schaumburg                                       | 52    |       |
| 23. Januar | William Baffin           | englischer Seefahrer und Entdecker                                 |       |       |
| 25. Januar | Karl Filip von Schweden  | schwedischer Prinz und Herzog von Södermanland, Närke und Värmland | 20    |       |
| 26. Januar | Khusrau Mirza            | ältester Sohn Jahangirs                                            | 34    |       |

## Februar
| Tag         | Name                                  | Beruf, bekannt als | Alter | Beleg |
| ----------- | ------------------------------------- | --- | ----- | ----- |
| 4. Februar  | Johann Stolterfoht                    | deutscher evangelisch-lutherischer Geistlicher, Hauptpastor der Lübecker Marienkirche und Senior des Geistlichen Ministeriums | 67    |       |
| 4. Februar  | Jacob Studer                          | Schweizer Bibliophiler und Bibliothekar                                                                                       | 47    |       |
| 5. Februar  | Martin Behm                           | deutscher Schriftsteller und Verfasser von Kirchenliedern                                                                     | 64    |       |
| 9. Februar  | Sophie Elisabeth von Anhalt-Dessau    | Prinzessin von Anhalt-Dessau und durch Heirat Herzogin von Liegnitz                                                           | 32    |       |
| 10. Februar | Anton Scholtz                         | deutscher Mathematiker und herzoglicher Hofbeamter im Herzogtum Liegnitz                                                      |       |       |
| 19. Februar | Frans Pourbus der Jüngere             | flämischer Maler |       |       |
| 19. Februar | Henry Savile                          | englischer Gelehrter | 72    |       |
| 19. Februar | Georg Stampelius                      | deutscher Theologe, Superintendent                                                                                            | 60    |       |
| 22. Februar | Heinrich Eckstorm                     | deutscher evangelischer Theologe und Pädagoge                                                                                 |       |       |
| 26. Februar | Eberhard Schenk von Limpurg-Speckfeld | württembergischer Obervogt und Landhofmeister                                                                                 | 61    |       |
| Februar     | Michelangelo Naccherino               | italienischer Bildhauer | 71    |       |

## März
| Tag      | Name                                  | Beruf, bekannt als                 | Alter | Beleg |
| -------- | ------------------------------------- | ---------------------------------- | ----- | ----- |
| 5. März  | Ranuccio I. Farnese                   | Herzog von Parma und Piacenza      | 52    |       |
| 14. März | Heinrich Anselm von Promnitz          | Landvogt der Niederlausitz         | 57    |       |
| 18. März | Christoph Bidembach                   | deutscher Registrator und Archivar |       |       |
| 20. März | Johann Reichard Brömser von Rüdesheim | Oberamtmann in Königstein          |       |       |
| 21. März | Joachim von Oldenburg                 | deutscher Jurist und Hofbeamter    |       |       |
| März     | Christopher Jones                     | Kapitän der Mayflower              |       |       |

## April
| Tag       | Name                                | Beruf, bekannt als                                                     | Alter | Beleg |
| --------- | ----------------------------------- | ---------------------------------------------------------------------- | ----- | ----- |
| 1. April  | Isaac Uziel                         | sefardischer Rabbi in Amsterdam                                        |       |       |
| 3. April  | Cornelis Fransz. de Witt            | niederländischer Politiker                                             | 76    |       |
| 8. April  | Ferdinand I. von Toerring-Seefeld   | bayerischer Adeliger und Brauhausgründer                               |       |       |
| 11. April | Johann Papius                       | deutscher Logiker und Mediziner                                        | 63    |       |
| 13. April | Katharina Kepler                    | Mutter von Johannes Kepler, Angeklagte in einem Hexenprozess           |       |       |
| 20. April | Petro Konaschewytsch-Sahaidatschnyj | ukrainischer Militärführer, Politiker und Ataman der Saporoger Kosaken |       |       |
| 21. April | Michelangelo Tonti                  | italienischer Geistlicher, Kardinal der römisch-katholischen Kirche    |       |       |
| 22. April | Antonio Foscarini                   | venezianischer Adliger und Botschafter                                 |       |       |
| 22. April | Kasper Miaskowski                   | polnischer Schriftsteller                                              |       |       |
| 24. April | Fidelis von Sigmaringen             | katholischer Ordenspriester und Märtyrer                               | 43    |       |
| 26. April | Andreas Dörer                       | deutscher Mediziner und kursächsischer Leibarzt                        | 65    |       |

## Mai
| Tag     | Name                        | Beruf, bekannt als                                         | Alter | Beleg |
| ------- | --------------------------- | ---------------------------------------------------------- | ----- | ----- |
| 5. Mai  | Laurentius Nicolai Norvegus | norwegischer Jesuitenpater                                 |       |       |
| 6. Mai  | Magnus                      | Herzog von Württemberg, ältere Linie Neuenbürg (1617–1622) | 27    |       |
| 20. Mai | Osman II.                   | Sultan des Osmanischen Reiches                             | 17    |       |
| 20. Mai | Pedro Páez                  | Jesuitenmissionar in Äthiopien                             |       |       |
| 29. Mai | Johann Salmuth              | deutscher evangelischer Theologe                           |       |       |
| Mai     | Georg Eßlinger              | württembergischer Landprokurator                           |       |       |

## Juni
| Tag      | Name                           | Beruf, bekannt als                         | Alter | Beleg |
| -------- | ------------------------------ | ------------------------------------------ | ----- | ----- |
| 3. Juni  | Francesco Carracci             | italienischer Maler, Zeichner und Stecher  |       |       |
| 13. Juni | Orazio Mattei                  | Bischof von Gerace                         |       |       |
| 15. Juni | David Pareus                   | reformierter Theologe                      | 73    |       |
| 18. Juni | Wolfgang von Paler der Jüngere | deutscher Kaufmann                         |       |       |
| 21. Juni | Salomon Schweigger             | evangelischer Prediger und Orientreisender | 71    |       |
| Juni     | Jan Ostroróg                   | Wojewode von Posen, Naturforscher          |       |       |

## Juli
| Tag      | Name                            | Beruf, bekannt als                       | Alter | Beleg |
| -------- | ------------------------------- | ---------------------------------------- | ----- | ----- |
| 3. Juli  | Johannes Pontisella der Jüngere | Schweizer reformierter Geistlicher       |       |       |
| 9. Juli  | Jobst von Landsberg zu Erwitte  | Militär und Landdrost                    |       |       |
| 19. Juli | Aurelio Archinto                | italienischer Priester, Bischof von Como |       |       |

## August
| Tag        | Name                                               | Beruf, bekannt als                                                 | Alter | Beleg |
| ---------- | -------------------------------------------------- | ------------------------------------------------------------------ | ----- | ----- |
| 2. August  | Johann Faber                                       | deutscher Jurist und Syndicus der Hansestadt Lübeck                | 40    |       |
| 7. August  | Justus Meier                                       | deutscher Rechtswissenschaftler und Hochschullehrer                | 56    |       |
| 9. August  | Erich Reiche                                       | deutscher Kommunalpolitiker                                        |       |       |
| 14. August | Henri de Gondi                                     | französischer Bischof und Kardinal                                 |       |       |
| 20. August | Bahauddin Amili                                    | schiitischer Theologe und Jurist im Persien der Zeit der Safawiden | 76    |       |
| 20. August | Raphael Eglin                                      | Schweizer Theologe und Alchemist                                   | 62    |       |
| 21. August | Juan de Tassis y Peralta, 2. Conde de Villamediana | spanischer Dichter                                                 |       |       |
| 24. August | Metta von Limburg-Styrum                           | Äbtissin im Stift Freckenhorst                                     | 61    |       |
| 29. August | Friedrich von Sachsen-Weimar                       | ernestinischer Prinz und Obrist im Dreißigjährigen Krieg           | 26    |       |
| 29. August | Heinrich VIII. von Ortenburg                       | Feldherr im Dreißigjährigen Krieg                                  | 28    |       |

## September
| Tag           | Name                  | Beruf, bekannt als                             | Alter | Beleg |
| ------------- | --------------------- | ---------------------------------------------- | ----- | ----- |
| 4. September  | Barthold Beckmann     | Hamburger Ratsherr und Bürgermeister           |       |       |
| 7. September  | Dionysius Gothofredus | französischer Rechtswissenschaftler            | 72    |       |
| 14. September | Alof de Wignacourt    | Großmeister des Malteserordens                 |       |       |
| 23. September | Caspar Pfaffrad       | Theologe und Hochschullehrer                   | ~60   |       |
| 25. September | Christian Gerson      | jüdischer Konvertit und evangelischer Theologe | 55    |       |
| 29. September | Filippo Filonardi     | italienischer Kardinal                         |       |       |
| 29. September | Jakob Hassler         | deutscher Komponist                            |       |       |
| 29. September | Konrad von der Vorst  | deutsch-niederländischer Theologe              | 53    |       |

## Oktober
| Tag         | Name                 | Beruf, bekannt als                                       | Alter | Beleg |
| ----------- | -------------------- | -------------------------------------------------------- | ----- | ----- |
| 7. Oktober  | Peter de Spina II.   | Mediziner                                                | 59    |       |
| 7. Oktober  | Baltasar de Zúñiga   | spanischer Diplomat                                      |       |       |
| 9. Oktober  | Johann               | Herzog von Schleswig-Holstein-Sonderburg                 | 77    |       |
| 11. Oktober | Conrad Vetter        | deutscher Publizist und Schriftsteller                   |       |       |
| 13. Oktober | Francesco Gonzaga    | ältester Sohn des Herzogs Carlo I. Gonzaga               | 16    |       |
| 14. Oktober | Heinrich Scheele     | Abt des Klosters Riddagshausen                           |       |       |
| 18. Oktober | Arcangela Paladini   | italienische Malerin, Sängerin und Dichterin             | 26    |       |
| 26. Oktober | Sebastián de Vivanco | spanischer Komponist der Renaissance                     |       |       |
| 31. Oktober | Ulrich von Pommern   | Bischof von Cammin, nicht-regierender Herzog von Pommern | 33    |       |

## November
| Tag          | Name                     | Beruf, bekannt als                                                                                   | Alter | Beleg |
| ------------ | ------------------------ | --- | ----- | ----- |
| 2. November  | Jan Lohelius             | Abt des Klosters Strahov und Erzbischof von Prag                                                     |       |       |
| 10. November | Stephan Brölmann         | deutscher Jurist und Hochschullehrer                                                                 |       |       |
| 22. November | Nikolaus Rost            | deutscher Kantor, Komponist und Theologe                                                             |       |       |
| 24. November | Francisco Rodrigues Lobo | portugiesischer Schriftsteller                                                                       |       |       |
| 24. November | Miler Magrath            | irischer Geistlicher, katholischer Bischof von Down und Connor, anglikanischer Erzbischof von Cashel |       |       |
| 25. November | Giovanni Dolfin          | venezianischer Geistlicher                                                                           | 76    |       |
| 26. November | Johann von Fuchte        | deutscher evangelischer Theologe                                                                     | 54    |       |
| 30. November | Squanto                  | Pawtuxet-Indianer                                                                                    |       |       |
| November     | Giovanni Battista Grillo | italienischer Komponist                                                                              |       |       |

## Dezember
| Tag          | Name                               | Beruf, bekannt als                                                                                       | Alter | Beleg |
| ------------ | ---------------------------------- | --- | ----- | ----- |
| 1. Dezember  | Georg Engelhard von Löhneysen      | braunschweigischer Berghauptmann, Stallmeister, Verleger, Schriftsteller und Plagiator                   | 70    |       |
| 6. Dezember  | Johannes Grevius                   | deutscher Hexentheoretiker                                                                               |       |       |
| 7. Dezember  | Balthasar Fabricius                | österreichischer Zisterzienser                                                                           |       |       |
| 7. Dezember  | Sophie von Brandenburg             | Tochter des Kurfürsten Johann Georg von Brandenburg und Gemahlin des Kurfürsten Christian I. von Sachsen | 54    |       |
| 12. Dezember | Bartolomeo Manfredi                | italienischer Maler des Manierismus und Frühbarock                                                       |       |       |
| 13. Dezember | Jan Campanus Vodňanský             | tschechischer Schriftsteller und Dichter                                                                 | 49    |       |
| 23. Dezember | Blasius Alexander                  | Schweizer reformierter Pfarrer während der Bündner Wirren                                                |       |       |
| 25. Dezember | Hans Georg von Pöllnitz            | kursächsischer Politiker                                                                                 |       |       |
| 26. Dezember | Melchior Adam                      | deutscher Pädagoge, Lexikograph, Literarhistoriker und Biograph                                          |       |       |
| 28. Dezember | Franz von Sales                    | französischer Bischof von Genf/Annecy, Ordensgründer, Kirchenlehrer, Heiliger                            | 55    |       |
| 29. Dezember | Johann Gottfried I. von Aschhausen | Fürstbischof von Bamberg und Würzburg; Hexenverfolger                                                    | 47    |       |
| 31. Dezember | Philipp Clüver                     | deutscher Geograph                                                                                       |       |       |
| Dezember     | Pjetër Budi                        | albanischer Bischof                                                                                      |       |       |

## Datum unbekannt
| Tag | Name                             | Beruf, bekannt als                                                  | Alter | Beleg |
| --- | -------------------------------- | ------------------------------------------------------------------- | ----- | ----- |
|     | Leandro Bassano                  | italienischer Maler und einer der vier Söhne von Jacopo Bassano     |       |       |
|     | Georg Braun                      | deutscher Theologe und Kanoniker                                    |       |       |
|     | Heidenreich Droste zu Vischering | Droste in den Ämtern Ahaus und Horstmar                             |       |       |
|     | Sybilla von Ebersberg            | Tochter von Ottheinrich von Ebersberg                               | 44    |       |
|     | Hans Jakob von Gemmingen         | fürstbischöflich-augsburgischer Rat und Pfleger in Oberndorf        |       |       |
|     | Johann Hartmann                  | kurmainzischer Amtskeller in Miltenberg                             |       |       |
|     | Hasekura Tsunenaga               | japanischer Samurai und Diplomat                                    |       |       |
|     | Jakub Horčický z Tepence         | böhmischer Mediziner, Pharmazeut und Chemiker                       |       |       |
|     | Ludwig                           | Graf zu Leiningen-Leiningen                                         |       |       |
|     | Michael Maier                    | paracelsischer Arzt, Alchemist und Rosenkreuzer                     |       |       |
|     | Andrew Melville                  | schottischer Theologe und Religionsführer                           |       |       |
|     | Bartolomé García de Nodal        | spanischer Entdecker                                                |       |       |
|     | John Owen                        | walisischer Schriftsteller                                          |       |       |
|     | Petrus Plancius                  | niederländischer Theologe, Astronom und Kartograf                   |       |       |
|     | Cesare Ripa                      | italienischer Schriftsteller                                        |       |       |
|     | John Rolfe                       | englischer Tabakpflanzer                                            |       |       |
|     | Matthew Roydon                   | englischer Dichter                                                  |       |       |
|     | Galeazzo Sanvitale               | Erzbischof von Bari                                                 |       |       |
|     | Valentin Schmalz                 | deutscher Theologe und Vertreter des antitrinitarischen Unitarismus |       |       |
|     | Pietro Sorri                     | italienischer Maler                                                 |       |       |
|     | Rudolf Stockmann                 | niederländischer Bildhauer                                          |       |       |
|     | Philippe Thomassin               | französischer Zeichner, Graphiker, Kupferstecher und Radierer       |       |       |
|     | Upayuvaraja I.                   | König des Reiches Lan Xang im heutigen Laos                         |       |       |
|     | Johann Conrad von Vohrburg       | kurmainzischer Oberamtmann in Miltenberg                            |       |       |
|     | Voravongse II.                   | König des laotischen Königreiches Lan Chang                         |       |       |
|     | Friedrich Weißensee              | deutscher Komponist des Frühbarock                                  |       |       |